# محوطه کور ربار
محوطه کور ربار در شهرستان رضوانشهر، بخش مرکزی، روستای بیاچال واقع شده و این اثر در تاریخ ۲۷ بهمن ۱۳۸۲ با شمارهٔ ثبت ۱۰۹۶۰ به‌عنوان یکی از آثار ملی ایران به ثبت رسیده است.